# María del Carmen Moreno Contreras
María del Carmen Moreno Contreras (Ciudad de México, 11 de septiembre de 1933) es una política mexicana, miembro del Partido Revolucionario Institucional (PRI). Ha sido en dos ocasiones diputada federal.

## Biografía
Es licenciada en Ciencias Políticas y Sociales por la Universidad Nacional Autónoma de México (UNAM) y estudios inconclusos de licenciatura en Derecho. 
Inició su carrera política como auxiliar en secretaría de Acción Femenil del comité nacional del PRI en 1951, posteriormente fue auxiliar de trabaja social en clínicas del Instituto Mexicano del Seguro Social (IMSS) en Tlalnepantla y Naucalpan, Estado de México y en el Centro Médico Nacional La Raza del mismo instituto en 1955 y posteriormente fue Jefa de Prestaciones Sociales del IMSS.
Fue presidenta del Instituto Nacional de Protección a la Infancia (INPI) en Guanajuato y también directora del Centro de Estudios Políticos, Económicos y Sociales del PRI en el mismo estado. Tras estos cargos retornó al IMSS, donde fue nuevamente jefa de Prestaciones Sociales en 1974, jefa nacional del área de Orientación y Quejas en 1976, jefa de Prestaciones Sociales en el Distrito Federal y zona metropolitana en 1977 y coordinadora de Prestaciones Sociales en Guanajuato en 1979.
De 1984 a 1986 fue subdelegada administrativa del IMSS en Guanajuato y de 1986 a 1987 fue secretaria de Acción Femenil de la Federación de Organizaciones Populares del PRI de Guanajuato. En 1988 fue postulada candidata y elegida diputada federal por el Distrito 13 de Guanajuato con cabecera en Salvatierra a la LIV Legislatura que concluyó en 1991.
De 1991 a 1992 fue asesora de la secretaria general de Prestaciones Sociales del IMSS, y de 1991 a 1996 fue secretaria de Gestión Social del comité estatal del PRI, en 1996 fue miembro de la comisión para asuntos de la mujer en el mismo comité estatal del partido y en 1997 asesora del presidente estatal del PRI.
En 1997 fue elegida por segunda ocasión diputada federal, en esta ocasión por el Distrito 10 de Guanajuato a la LVII Legislatura que concluyó en 2000. En ella, fue integrante de las comisiones Bicamaral como mecanismo constitutivo del parlamento de mujeres de México; de Corrección de Estilo; Especial de Equidad y Género; Especial de Participación Ciudadana; de Información Gestoría y Quejas; y, de Patrimonio y Fomento Industrial.